# (2442) Корбетт
(2442) Корбетт (чеш. Corbett) — астероид главного пояса, принадлежащий к редкому спектральному классу J. Он был открыт 3 октября 1980 года чешским астрономом Зденкой Вавровой в обсерватории Клеть и назван в честь английского защитника природы, натуралиста и писателя Джима Корбетта.

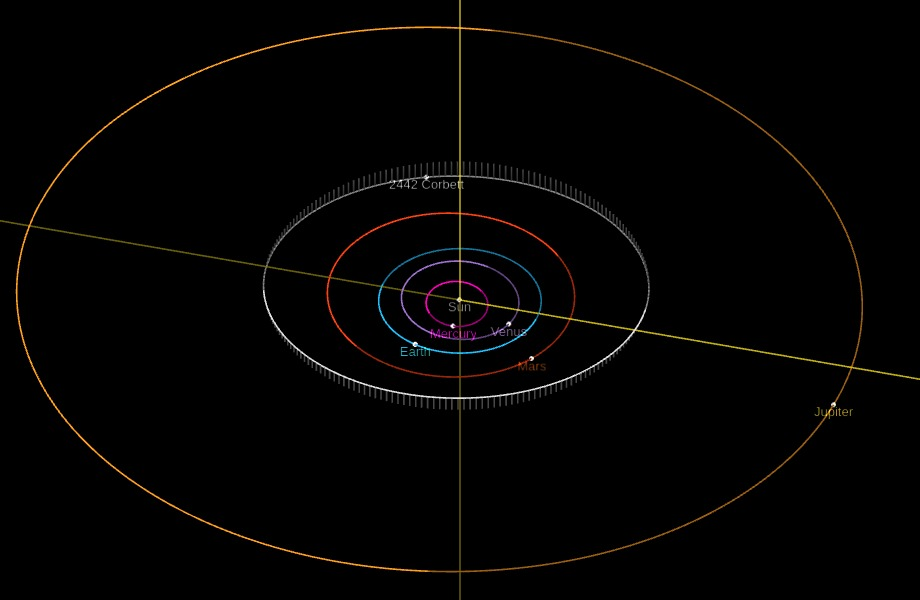
Орбита астероида Корбетт и его положение в Солнечной системе